# ميخائيل غودوين
ميخائيل غودوين (بالإنجليزية: Michael Goodwin)‏ هو مهندس معماري أمريكي، ولد في 28 أبريل 1939، وتوفي في 4 مايو 2011.